# Cricotopus anomalus
Cricotopus anomalus är en tvåvingeart som först beskrevs av Jean-Jacques Kieffer 1913.  Cricotopus anomalus ingår i släktet Cricotopus och familjen fjädermyggor. Inga underarter finns listade i Catalogue of Life.